# Claude Hugues
Claude Hugues est un footballeur français né le 2 avril 1932 à Lamarque (Gironde) et mort le 14 septembre 2013 à La Teste-de-Buch. Il évoluait au poste de gardien de but.

## Palmarès
- Vainqueur de la Coupe Charles Drago en 1963 et 1964 avec le FC Sochaux-Montbéliard